# WS-13 (エンジン)
渦扇-13(中国語: 涡扇-13、ウーシャン(wō shàn)-13、略称WS-13)は、中華人民共和国の貴州飛機工業公司によって開発されているターボファンエンジン。

## 開発
中華人民共和国は、RD-33エンジンの派生型であるRD-93を2000年より導入していたが、2003年にはRD-93を更新するエンジンとして、RD-33をベースとして開発が進行していることが明かされた。
なおこれには、輸出機JF-17のエンジンとしてFC-1で採用しているRD-93をロシアの許可無く使用できない対策としての面が存在しており、事実2007年にはRD-93エンジンを搭載して無断でパキスタンへ輸出したJF-17が、インドによるロシアへの指摘により取り消されている。その後2007年8月、150基のRD-93再輸出許可を改めて取得することになった 。
開発当初、「天山-21」の名称が付されていたが、空軍副司令員であった馬曉天中将により、「泰山」と改められた。
2010年3月18日のHKBのレポートでは、WS-13を搭載したJF-17が滑走路にてタキシングテストを完了したと報告されている。
2012年11月には、WS-13を搭載したJF-17が中国で飛行したことがアヴィエーションウィーク&スペーステクノロジーによって報じられた。
2014年2月12日、シンガポール・エアショーにおいて中航技進出口が回答したところでは、1、2年で実用レベルに達するとの回答が行われたが、WS-10（渦扇-10）の例から実現は疑問視されていた。
2014年4月18日、WS-13エンジンを搭載したと思われるJ-31が確認された。
2016年7月、中国航空報に黎陽公司の某型エンジンが北方の静かな大地にうねり声を轟かせ初飛行を成功させたとする記事が掲載された。以前に発表された報告と組み合わせることで、これはWS-13Eを搭載しての飛行だった可能性が最も高いとされている。

## 派生型
WS-13
基本型。アフターバーナー時の推力は、86.37kN。
WS-13A
ARJ21、輸送機をターゲットとするアフターバーナーを除去した高バイパス比型。
この他、100kNの推力を持つ改良型が開発中とされる。J-31は、試作段階でRD-93を使用していることから、本機の系列のエンジンを搭載する可能性が指摘されている。

## 搭載機
- JF-17
- FBC-1

## 仕様
一般的特性
- 形式: アフターバーナー付きターボファン
- 全長: 4.15m
- 直径: 1.02m
- 乾燥重量: 1,135kg

構成要素
- 圧縮機: 8段軸流圧縮機
- 燃焼器: アニュラ型

性能
- 推力: 

  - ドライ: 51.2 kN
  - 巡航: 56.75 kN
  - アフターバーナー: 86.37 kN
- 全圧縮比（英語版）: 23
- バイパス比: 0.57:1
- タービン入口温度: 1650K (1,377 °C)
- 燃料消費率: 

  - ドライ:2.02
  - 巡航:0.65
  - アフターバーナー:0.73
- 推力重量比: 7.8
- オーバーホール間隔: 810 時間
- 運用寿命: 2,100 時間

出典: globalsecurity.org、 西北工業大学